# 호몰로지
수학(특히 대수적 위상수학과 추상대수학)에서 호몰로지(영어: homology, '동일한'이라는 뜻의 그리스어 homos에서 나옴)는 (위상 공간이나 군 등의) 수학적 대상에 아벨 군이나 모듈의 열을 대응시키는 일반적인 과정이다. 이를 중심적으로 연구하는 대수의 분야를 호몰로지 대수학이라 한다.
위상 공간의 경우 호몰로지군은 호모토피 군에 비해 훨씬 계산하기 쉬우며, 따라서 공간을 분류하는 과정에서도 호몰로지를 사용하는 쪽이 대체로 편리하다.

## 호몰로지 군의 구성
전체적인 과정은 다음과 같다. 먼저 대상 {\displaystyle X}에 대해, {\displaystyle X}에 대한 정보를 포함하는 사슬 복합체를 정의해야 한다. 사슬 복합체는 아벨 군이나 가군의 열 {\displaystyle A_{0},A_{1},A_{2}\dots }과 그 사이의 연속한 두 사상을 합성하면 영이 되는 준동형들 {\displaystyle d_{n}:A_{n}\rightarrow A_{n-1}}로 이루어진다. (즉, 모든 n에 대해 {\displaystyle d_{n}\circ d_{n+1}=0}이다.) 즉, n+1번째 사상의 상이 n번째 사상의 핵에 포함되어 있으며, X의 n번째 호몰로지 군 (혹은 가군)은 몫군 (또는 몫가군)
{\displaystyle H_{n}(X)=\mathrm {ker} (d_{n})/\mathrm {im} (d_{n+1})}
로 정의한다.
사슬 복합체의 n+1번째 사상의 상이 언제나 n번째 사상의 핵과 같은 경우, 이 사슬복합체는 완전(exact)하다고 말한다. 따라서 {\displaystyle X}의 호몰로지군은 {\displaystyle X}의 사슬 복합체가 얼마나 불완전한지를 측정하는 것이다.

## 예
대표적인 예로서 대수적 위상수학의 단체 호몰로지를 들 수 있다. {\displaystyle X}가 단체(simplex)이고 {\displaystyle A_{n}}가 {\displaystyle X}의 n차원 유향(oriented)단체들을 생성원으로 갖는 자유 아벨 군이나 모듈일 때, 그들 사이의 사상은
{\displaystyle (a[0],a[1],\dots ,a[n])}
을
{\displaystyle \sum _{i=0}^{n}(-1)^{i}(a[0],\dots ,a[i-1],a[i+1],\dots ,a[n])}
로 보내며, ‘경계사상(boundary mappings)’이라 불린다.
만약 여기에서 모듈들의 바탕환(base ring)이 체(field)일 경우, n번째 호몰로지는 바로 그 공간의 n차원 구멍의 숫자를 말해준다.
이와 비슷하게, 임의의 위상 공간 {\displaystyle X}에 대해 단체 호몰로지를 정의할 수 있다. 먼저 {\displaystyle A_{n}}을 n차원 단체로부터 {\displaystyle X}로 가는 모든 연속함수들의 자유 아벨 군 (혹은 자유 모듈)로 놓으면, 그들 사이의 준동형 {\displaystyle d_{n}}은 단체들 사이의 경계사상으로부터 나온다.

## 같이 보기
- 호몰로지 대수학
- 사슬 복합체
- 특이 호몰로지
- 코호몰로지